# 15239 Stenhammar
För andra betydelser, se Stenhammar.
15239 Stenhammar eller 1989 CR2 är en asteroid i huvudbältet som upptäcktes den 4 februari 1989 av den belgiske astronomen Eric W. Elst vid La Silla-observatoriet. Den är uppkallad efter den svenska kompositören Wilhelm Stenhammar.
Asteroiden har en diameter på ungefär 7 kilometer och den tillhör asteroidgruppen Eos.